# 飾り毛布

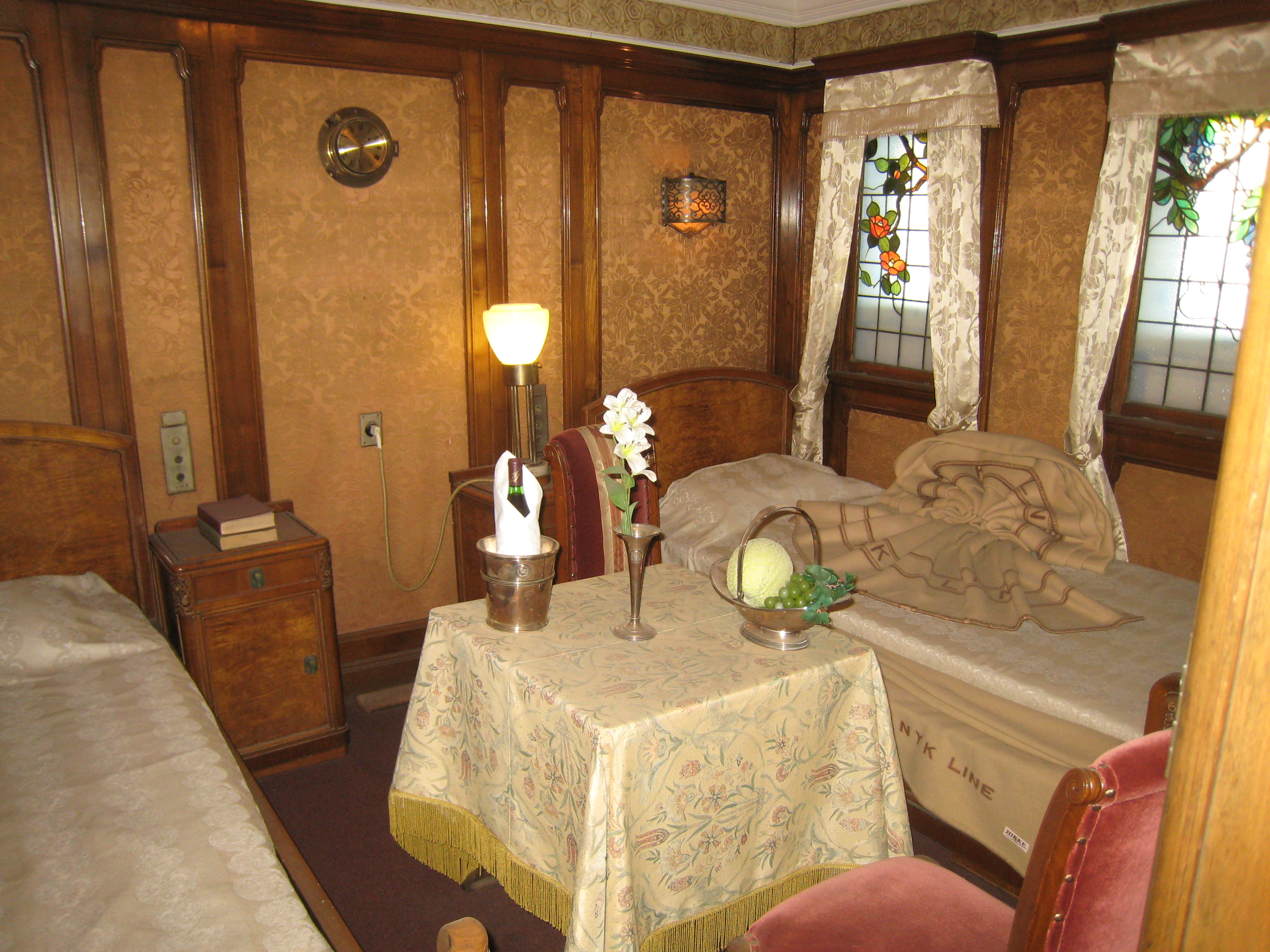
日本郵船氷川丸の客室。ベッドの上に飾り毛布が置かれている。

飾り毛布（かざりもうふ）または花毛布（はなもうふ）とは、日本の客船において提供されるサービスのひとつ。船室に備え付けの毛布を花や季節の風物などの形に折って立体的な造形をつくり、飾ったものである。一定の形のものを折ることでさまざまな造形を生みだす点は折り紙に似ているが、毛布を用いる。

## 歴史
飾り毛布の正確な起源は不明であるが、1900年頃に始まったサービスとされる。1901年（明治34年）に日本郵船が発行した『郵船図会』の中で、春日丸の客室では毛布を花型に飾っていることが絵入りで紹介されていて、これが確認できている中で最古の飾り毛布の記録である。1908年（明治41年）より運航が始まった青函連絡船でも飾り毛布は提供され、日本郵船から（青函連絡船の運航事業者である）国有鉄道に移った船員により飾り毛布の技法が伝えられたものと推測されている。
日本の客船が全盛期を迎えた1920年から1930年代にかけては外洋・国内航路問わず多くの船内で飾り毛布が行われ、日本の客船独自のサービスとして発展してきた。飾り毛布が盛り上がりを見せた理由について、飾り毛布を研究する明海大学の上杉恵美は、欧米の客船に比べて規模や機能面で劣っていた日本の客船が、サービスの質の高さでこれを補おうとしたためではないかと分析する。ところが太平洋戦争を境に飾り毛布文化は衰退。その理由としては、戦争による日本船の被害、新幹線や航空機といった交通手段の発達による長距離航路の廃止、船内業務の近代化・効率化が挙げられる。青函連絡船では1964年（昭和39年）、津軽丸導入に伴う連絡船の高速化により、折る時間が確保できないなどの理由でサービスが中止されている（ただし、1972年頃まで続いていたとの説もある）。一方1980年代までは瀬戸内航路のフェリー内で飾り毛布のサービスを多く見ることができた。
効率化が進展した現代において、飾り毛布のサービスを行う船舶はごく一部に限られる。その一方で、飾り毛布の文化を継承しようとする動きが洋上に限らず見られている。

## 種類

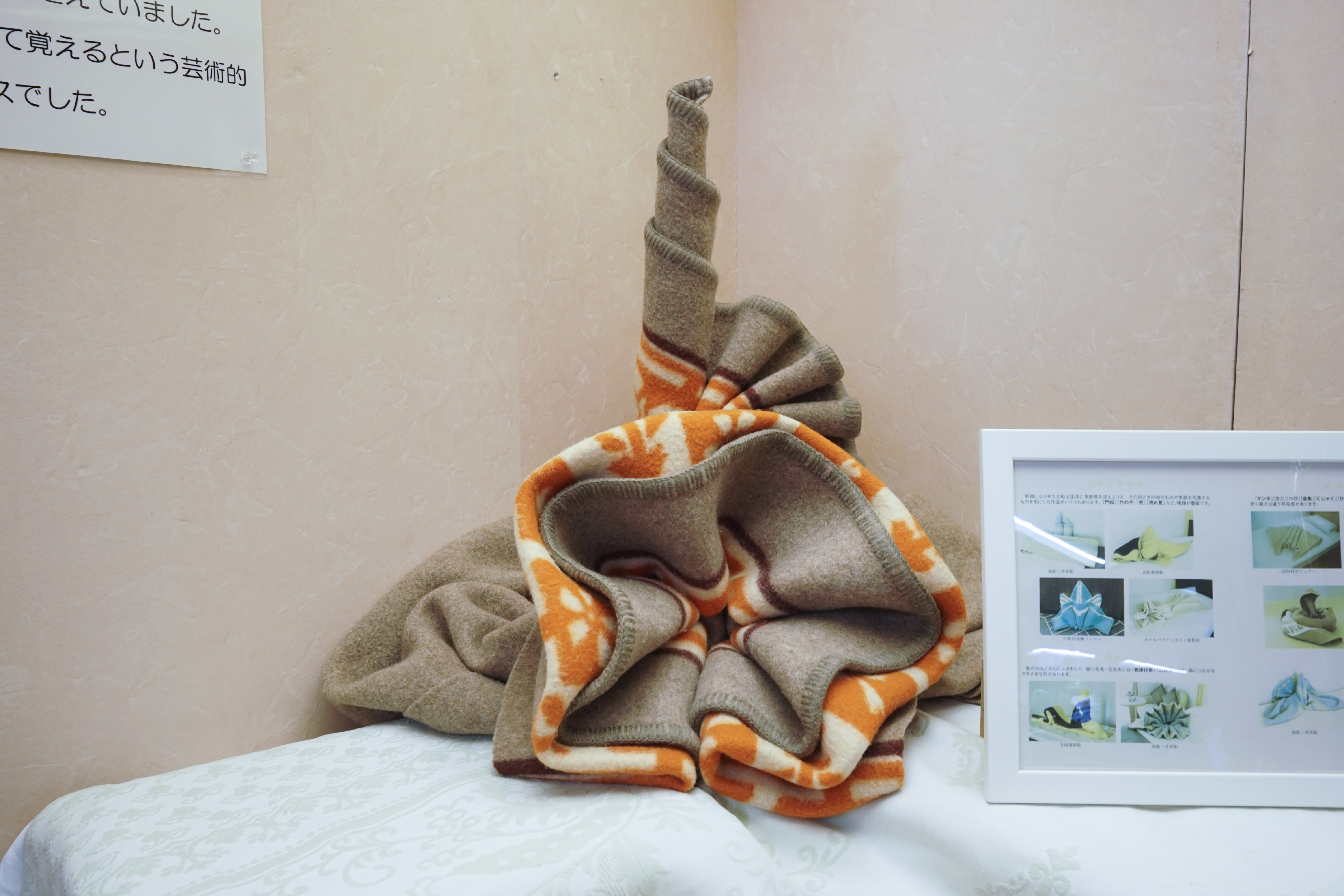
青函連絡船メモリアルシップ・八甲田丸で展示されている飾り毛布。モチーフは「松竹梅」

飾り毛布の作例は名前が付けられているものだけで70種類ほどある。名前の付けられていないものや、複数の意匠を組み合わせたものを含めるとその種類はさらに増え、100種類以上あるとも言われる。
モチーフとしては、花（梅・桜・薔薇・菊・牡丹など）・日本の伝統的な形（菊水・松竹梅・富士山・双子岩など）・季節の風物（門松・筍・兜・水芭蕉など）が多く、動物（マンタ・金魚・蛇など）や観音菩薩をモチーフにしたものもある。季節の風物は単調になりがちな長期の船旅に季節感を与え、日本の伝統的な形は縁起の良い意匠であることから正月などに飾られた。

## 作成
飾り毛布は1枚の毛布を折ることで作られる。基本的な折り方は扇型・花型・重ね型・巻き型・山型・角型の6つ。毛布に入れられている模様やライン、ロゴマークなどを活用しながら、手先だけでなくひじなど腕全体を使って折り上げる。完成した飾り毛布は、ベッドの中央に配置したりベッドの窓際に立てかけたりして飾られ、就寝前には解体される。
飾り毛布を折るのは船室係や司厨部員。客室サービスの一環として、乗客のいない間に短時間で折り上げるものであり、熟達した者の手にかかれば1、2分で1つの飾り毛布を完成させることができたという。折る者の工夫により同じモチーフでも様々なバリエーションが生まれ、1人で数十種類の作品のレパートリーを持つ船員もいた。

## 継承
毛布の折り方は見て覚える、盗んで覚えるという職人的な手法で伝承され、先輩船員の折り方を習得した後輩船員がそれを発展させ、新しい折り方が生み出されてきた。折り方は記録されるようなものではなく、例えば青函連絡船では、上等の船室を担当する一部の船員のみが飾り毛布の作成に携わり、折り方を習得するには人脈も必要であったという。
船の業務の効率化が進み飾り毛布が廃れつつある中、伝統あるサービスとして飾り毛布の文化を残す動きもある。例えば日本海洋事業では作成の手順をビデオで撮影・記録、2010年（平成22年）からは司厨部員の研修に飾り毛布の実習が組み込まれるようになった。また船外では、神奈川県立海洋科学高等学校や明海大学ホスピタリティ・ツーリズム学部で飾り毛布の体験学習を実施、日本の船独自の文化を学ぶ取り組みが行われている。

## 実際
2016年の時点で、飾り毛布（花毛布）のサービスが提供されている船としては以下の船がある。「飾り毛布」と「花毛布」のどちらの呼称を用いるかは、船によって異なる。
- 商船三井客船 - にっぽん丸（スイートルーム・デラックスルーム）[26]
- マルエーフェリー - フェリーあけぼの（特等室）
- 奄美海運 - フェリーあまみ・フェリーきかい（1等室）
- 宇和島運輸 - あかつき丸（特等室・1等室）
- 神新汽船 - フェリーあぜりあ（1等室）
- 三島村村営フェリー - フェリーみしま（1等室）
- 十島村村営フェリー - フェリーとしま（1等室・寝台指定室）

客船以外には、日本海洋事業の調査船や海技教育機構の練習船でも飾り毛布（花毛布）の習慣があり、船長や士官の居室に飾られたり船の一般公開時に展示・紹介されたりする。
また、以下の展示施設（博物館船）でも飾り毛布（花毛布）を見ることができる。
- 青函連絡船メモリアルシップ八甲田丸
- 函館市青函連絡船記念館摩周丸[8]
- 日本郵船氷川丸[30]
- 日本丸メモリアルパーク内、帆船日本丸
- 舞鶴親海公園内、エル・マールまいづる

このほかにも、船や交通に関する展示施設で飾り毛布の実演や体験教室が開催されることがある。

## 類似のサービス
日本国外のクルーズ客船やホテルでは、タオルを使って動物を形作るタオルアニマルというサービスが行われることがある。折る工程が中心の飾り毛布と違って、巻いたりひねったりする工程が多いのが特徴。また、客の持ち物や備品を用いて飾り付けがなされることもある。
ほかにもベッドカバーを折って動物や花の形をつくるサービスもあるが、毛布を折るサービスは日本以外には見られない。